# St. Georg (Hebertshausen)

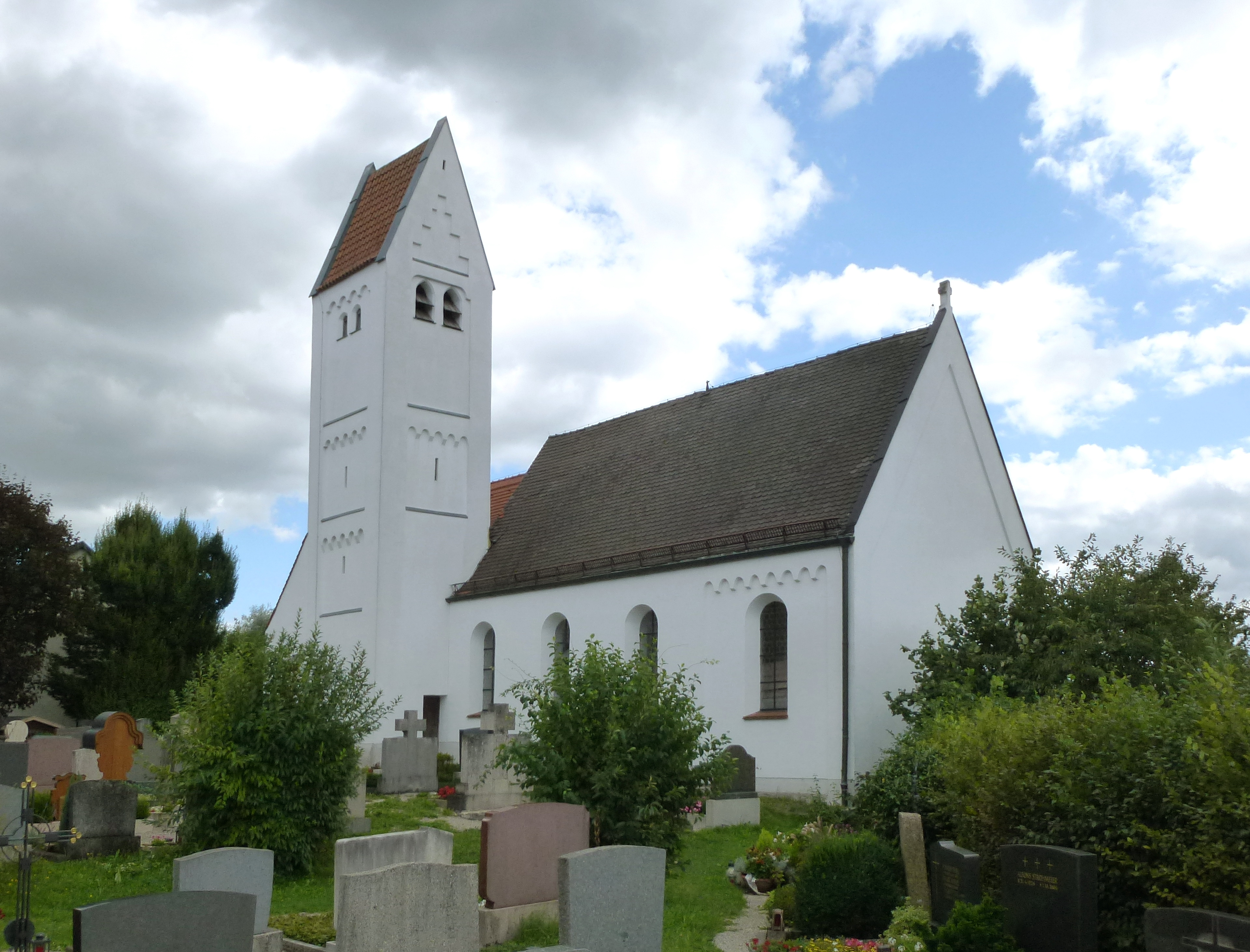
Hebertshausen, alte katholische Pfarrkirche St. Georg

St. Georg ist die alte römisch-katholische Pfarrkirche in Hebertshausen im Landkreis Dachau (Oberbayern, Bayern). Die Kirche gehört zum Dekanat Dachau im Erzbistum München und Freising.

## Geschichte
Die Ortschaft Hebertshausen wird schon zwischen den Jahren 783 und 789 schriftlich genannt. Damals schenkte ein Kleriker namens Muniperht seinen Besitz dem Bischof von Freising. Sollte er Priester von Hebertshausen gewesen sein, wäre dies die erste indirekte Erwähnung einer Kirche.
1293 wird St. Georg als Pfarrsitz beschrieben. Kurze Zeit später, in der Konradinischen Matrikel aus dem Jahr 1315 wird Hebertshausen als Herbrehtshausen, in der Sunderndorfer Matrikel von 1524 als Hebertzhausen mit Friedhof erwähnt. Die Pfarrei hatte keine Filiale; sie war mit 90 erwachsenen Gläubigen sehr klein.
Der 19 Meter hohe spätgotische Sattelturm wurde um 1300 erbaut und in der zweiten Hälfte des 15. Jahrhunderts erhöht. Er ist in seinen oberen Stockwerken mit spätgotischen Rundbogenfriesen geschmückt. Eine der beiden Glocken ist schon sehr alt; sie wurde von Paul Kopp in München 1692 gegossen. 1888 hat man den Bau nach Westen hin verlängert. 
Durch den Bau der neuen Pfarrkirche zum Heiligsten Welterlöser im Jahr 1961 hatte die Kirche St. Georg ihre pastorale Bedeutung verloren. Sie wird heute nach der Renovierung von 2011 bis 2020 als Aussegnungshalle genutzt.

## Baubeschreibung
Die Anlage ist unter der Aktennummer D-1-74-122-1 als denkmalgeschütztes Baudenkmal verzeichnet und folgendermaßen beschrieben:
Alte katholische Pfarrkirche St. Georg: Saalbau mit eingezogenem, fünfseitig geschlossenem Chor und Satteldachturm im nördlichen Winkel, Turm und Teile des Langhauses wohl 13. Jahrhundert, Chor spätgotisch, 1888 nach Westen verlängert; mit Ausstattung